# Französische Rugby-Union-Meisterschaft 1988/89
Die Saison 1988/89 war die 90. Austragung der französischen Rugby-Union-Meisterschaft (französisch Championnat de France de rugby à XV). Sie umfasste 32 Mannschaften in der ersten Division (heutige Top 14), aufgeteilt in zwei Stärkeklassen.
Die Meisterschaft begann mit der Vorqualifikation. In dieser wurden zunächst die 80 Mannschaften der ersten und zweiten Division auf 16 Fünfergruppen verteilt. Nach einer Hin- und Rückrunde bildeten die Erst- und Zweitplatzierten die obere Stärkeklasse, die Dritt- bis Fünftplatzierten die untere Stärkeklasse. Weiter ging es mit der eigentlichen Gruppenphase, in der je acht Mannschaften in vier Gruppen aufeinander trafen. Die Erst- bis Viertplatzierten zogen in die Finalphase ein, für die übrigen Mannschaften war die Saison vorbei.
Es folgten Achtel-, Viertel- und Halbfinale. Im Endspiel, das am 27. Mai 1989 im Parc des Princes in Paris stattfand, trafen die zwei Halbfinalsieger aufeinander und spielten um den Bouclier de Brennus. Dabei setzte sich Stade Toulousain gegen den RC Toulon durch und errang zum zehnten Mal den Meistertitel.

## Vorqualifikation
|    | Team             | Punkte |
| -- | ---------------- | ------ |
| 1. | SU Agen          | 21     |
| 2. | Boucau Stade     | 16     |
| 3. | US Montauban     | 16     |
| 4. | RC Châteaurenard | 14     |
| 5. | SC Tulle         | 13     |

|    | Team                  | Punkte |
| -- | --------------------- | ------ |
| 1. | Stadoceste Tarbais    | 22     |
| 2. | US Bergerac           | 20     |
| 3. | Paris Université Club | 16     |
| 4. | US Bressane           | 12     |
| 5. | RC Hyères             | 10     |

|    | Team            | Punkte |
| -- | --------------- | ------ |
| 1. | RC Toulon       | 22     |
| 2. | RC Nîmes        | 20     |
| 3. | Section Paloise | 18     |
| 4. | ASPTT Arras     | 10     |
| 5. | US Thuir        | 10     |

|    | Team                | Punkte |
| -- | ------------------- | ------ |
| 1. | RC Narbonne         | 23     |
| 2. | Stade Montchaninois | 19     |
| 3. | FCS Rumilly         | 14     |
| 4. | US Coarraze-Nay     | 10     |
| 5. | US Salles           | 10     |

|    | Team                  | Punkte |
| -- | --------------------- | ------ |
| 1. | Racing Club de France | 23     |
| 2. | CA Villeneuve-sur-Lot | 19     |
| 3. | US Romans             | 17     |
| 4. | Avenir Valencien      | 15     |
| 5. | Stade Lavelanétien    | 8      |

|    | Team        | Punkte |
| -- | ----------- | ------ |
| 1. | CA Brive    | 20     |
| 2. | Blagnac SCR | 19     |
| 3. | FC Oloron   | 18     |
| 4. | FC Auch     | 13     |
| 5. | US Orthez   | 10     |

|    | Team               | Punkte |
| -- | ------------------ | ------ |
| 1. | CA Bordeaux-Bègles | 22     |
| 2. | US Colomiers       | 22     |
| 3. | US Marmande        | 14     |
| 4. | SC Mazamet         | 12     |
| 5. | RC Vichy           | 10     |

|    | Team                 | Punkte |
| -- | -------------------- | ------ |
| 1. | Stade Toulousain     | 24     |
| 2. | FC Villefranche      | 17     |
| 3. | Istres Sports        | 14     |
| 4. | Saint-Jean-de-Luz OR | 12     |
| 5. | FC Saint-Claude      | 10     |

|    | Team              | Punkte |
| -- | ----------------- | ------ |
| 1. | US Dax            | 24     |
| 2. | RRC Nice          | 18     |
| 3. | Montpellier RC    | 16     |
| 4. | US Vic-en-Bigorre | 14     |
| 5. | SA Condom         | 8      |

|    | Team             | Punkte |
| -- | ---------------- | ------ |
| 1. | CO Le Creusot    | 22     |
| 2. | SC Graulhet      | 22     |
| 3. | RO Castelnaudary | 14     |
| 4. | SO Voiron        | 12     |
| 5. | Valence Sportif  | 6      |

|    | Team            | Punkte |
| -- | --------------- | ------ |
| 1. | Stade Montois   | 22     |
| 2. | FC Lourdes      | 19     |
| 3. | Stade Ruthénois | 17     |
| 4. | US Carcassonne  | 13     |
| 5. | CA Périgueux    | 9      |

|    | Team               | Punkte |
| -- | ------------------ | ------ |
| 1. | FC Grenoble        | 24     |
| 2. | US Cognac          | 16     |
| 3. | Biarritz Olympique | 14     |
| 4. | US Ussel           | 13     |
| 5. | SC Albi            | 11     |

|    | Team           | Punkte |
| -- | -------------- | ------ |
| 1. | AS Béziers     | 24     |
| 2. | AS Montferrand | 18     |
| 3. | Avenir Aturin  | 16     |
| 4. | UMS Montélimar | 14     |
| 5. | US Limoges     | 8      |

|    | Team                | Punkte |
| -- | ------------------- | ------ |
| 1. | Aviron Bayonnais    | 22     |
| 2. | Stade Bagnérais     | 22     |
| 3. | RC Saint-Gaudens    | 12     |
| 4. | US Oyonnax          | 12     |
| 5. | Lombez Samatan Club | 12     |

|    | Team              | Punkte |
| -- | ----------------- | ------ |
| 1. | USA Perpignan     | 20     |
| 2. | Stade Aurillacois | 18     |
| 3. | Castres Olympique | 14     |
| 4. | RC Chalon         | 14     |
| 5. | Stade Rochelais   | 12     |

|    | Team                | Punkte |
| -- | ------------------- | ------ |
| 1. | CS Bourgoin-Jallieu | 22     |
| 2. | SA Hagetmau         | 18     |
| 3. | US Tyrosse          | 18     |
| 4. | JS Riscle           | 12     |
| 5. | La Voulte Sportif   | 8      |

## Gruppenphase
|    | Team                  | Siege | Unent. | Ndlg. | Spiel- punkte | Diff. | Tabellen- punkte |
| -- | --------------------- | ----- | ------ | ----- | ------------- | ----- | ---------------- |
| 1. | Stade Toulousain      | 11    | 0      | 3     | 406:158       | + 248 | 22               |
| 2. | US Dax                | 10    | 0      | 4     | 298:150       | + 148 | 20               |
| 3. | AS Montferrand        | 10    | 0      | 4     | 305:181       | + 124 | 20               |
| 4. | SU Agen               | 9     | 1      | 4     | 310:108       | + 202 | 19               |
| 5. | CS Bourgoin-Jallieu   | 8     | 1      | 5     | 252:160       | + 92  | 17               |
| 6. | US Cognac             | 4     | 0      | 10    | 122:340       | − 218 | 8                |
| 7. | Stade Montchaninois   | 3     | 0      | 11    | 133:392       | − 259 | 6                |
| 8. | CA Villeneuve-sur-Lot | 0     | 0      | 14    | 130:467       | − 337 | 0                |

|    | Team               | Siege | Unent. | Ndlg. | Spiel- punkte | Diff. | Tabellen- punkte |
| -- | ------------------ | ----- | ------ | ----- | ------------- | ----- | ---------------- |
| 1. | Stadoceste Tarbais | 12    | 0      | 2     | 313:162       | + 151 | 24               |
| 2. | Blagnac SCR        | 10    | 1      | 3     | 229:184       | + 45  | 21               |
| 3. | FC Lourdes         | 10    | 0      | 4     | 205:144       | + 61  | 20               |
| 4. | CA Bègles-Bordeaux | 8     | 2      | 4     | 254:176       | + 78  | 18               |
| 5. | CO Le Creusot      | 5     | 0      | 9     | 180:235       | − 55  | 10               |
| 6. | Stade Bagnérais    | 3     | 1      | 10    | 173:235       | − 62  | 7                |
| 7. | USA Perpignan      | 3     | 1      | 10    | 136:212       | − 76  | 7                |
| 8. | RC Nîmes           | 2     | 1      | 11    | 127:269       | − 142 | 5                |

|    | Team              | Siege | Unent. | Ndlg. | Spiel- punkte | Diff. | Tabellen- punkte |
| -- | ----------------- | ----- | ------ | ----- | ------------- | ----- | ---------------- |
| 1. | RC Toulon         | 10    | 1      | 3     | 353:140       | + 213 | 21               |
| 2. | Aviron Bayonnais  | 8     | 2      | 4     | 261:215       | + 46  | 18               |
| 3. | CA Brive          | 9     | 0      | 5     | 231:224       | + 7   | 18               |
| 4. | SC Graulhet       | 7     | 2      | 5     | 223:182       | + 41  | 16               |
| 5. | Stade Aurillacois | 6     | 1      | 7     | 151:300       | − 149 | 13               |
| 6. | Stade Montois     | 5     | 0      | 9     | 237:222       | + 15  | 10               |
| 7. | US Colomiers      | 5     | 0      | 9     | 238:262       | − 24  | 10               |
| 8. | US Bergerac       | 3     | 0      | 11    | 159:308       | − 149 | 6                |

|    | Team                  | Siege | Unent. | Ndlg. | Spiel- punkte | Diff. | Tabellen- punkte |
| -- | --------------------- | ----- | ------ | ----- | ------------- | ----- | ---------------- |
| 1. | FC Grenoble           | 12    | 0      | 2     | 346:133       | + 213 | 24               |
| 2. | AS Béziers            | 11    | 1      | 2     | 287:123       | + 164 | 23               |
| 3. | RC Narbonne           | 10    | 1      | 3     | 250:146       | + 104 | 21               |
| 4. | Racing Club de France | 9     | 0      | 5     | 258:204       | + 54  | 18               |
| 5. | SA Hagetmau           | 3     | 1      | 10    | 135:201       | − 66  | 7                |
| 6. | FC Villefranche       | 3     | 1      | 10    | 157:275       | − 118 | 7                |
| 7. | RRC Nice              | 3     | 0      | 11    | 146:289       | − 143 | 6                |
| 8. | Boucau Stade          | 3     | 0      | 11    | 156:364       | − 208 | 6                |

## Finalphase

### Achtelfinale
| Datum                         | Begegnung                                  | Hinspiel | Rückspiel | Gesamt |
| ----------------------------- | ------------------------------------------ | -------- | --------- | ------ |
| 23. April 1989 30. April 1989 | SU Agen – US Dax                           | 15:15    | 41:15     | 56:30  |
| 23. April 1989 30. April 1989 | Racing Club de France – Stadoceste Tarbais | 16:15    | 00:22     | 16:37  |
| 23. April 1989 30. April 1989 | CA Bègles-Bordeaux – Stade Toulousain      | 03:47    | 15:27     | 18:74  |
| 23. April 1989 30. April 1989 | FC Lourdes – Blagnac SCR                   | 06:10    | 24:09     | 30:19  |
| 23. April 1989 30. April 1989 | SC Graulhet – FC Grenoble                  | 03:36    | 09:15     | 12:51  |
| 23. April 1989 30. April 1989 | RC Narbonne – Aviron Bayonnais             | 39:09    | 24:18     | 63:27  |
| 23. April 1989 30. April 1989 | AS Montferrand – RC Toulon                 | 21:17    | 09:29     | 30:46  |
| 23. April 1989 30. April 1989 | CA Brive – AS Béziers                      | 12:22    | 06:32     | 18:54  |

### Viertelfinale
| Datum       | Begegnung                     | Ergebnis |
| ----------- | ----------------------------- | -------- |
| 7. Mai 1989 | SU Agen – Stadoceste Tarbais  | 12:09    |
| 7. Mai 1989 | Stade Toulousain – FC Lourdes | 41:15    |
| 7. Mai 1989 | FC Grenoble – RC Narbonne     | 13:24    |
| 7. Mai 1989 | RC Toulon – AS Béziers        | 19:12    |

### Halbfinale
| Datum        | Begegnung                  | Ergebnis |
| ------------ | -------------------------- | -------- |
| 14. Mai 1989 | SU Agen – Stade Toulousain | 09:18    |
| 14. Mai 1989 | RC Narbonne – RC Toulon    | 03:20    |

### Finale
| 27. Mai 1989 | Stade Toulousain                                                                          | 18: 12         | RC Toulon                                     | Parc des Princes, Paris Zuschauer: 49.370 Schiedsrichter: Guy Maurette |
| 27. Mai 1989 | Versuche: Laïrle (1) Charvet (1) Erhöhungen: Dupuy (2) Straftritte: Charvet (1) Dupuy (1) | (15:9) Bericht | Straftritte: Bianchi (3) Dropgoals: Cauvy (1) | Parc des Princes, Paris Zuschauer: 49.370 Schiedsrichter: Guy Maurette |

Aufstellungen
Stade Toulousain:

Startaufstellung: David Berty, Jean-Marie Cadieu, Jérôme Cazalbou, Denis Charvet, Albert Cigagna, Didier Codorniou, Joël Dupuy, Karl Janik, Serge Laïrle, Thierry Maset, Hugues Miorin, Claude Portolan, Jean-Michel Rancoule, Philippe Rougé-Thomas, Patrick Soula 

Auswechselspieler: Éric Bonneval, Bruno Coumes, Hervé Lecomte, Michel Lopez, Gérard Portolan, Thierry Savio
RC Toulon:

Startaufstellung: Jérôme Bianchi, Yann Braendlin, Alain Carbonel, Jean-Michel Casalini, Christian Cauvy, Éric Champ, Manu Diaz, Éric Fourniols, Jérôme Gallion, Pascal Jehl, Eric Melville, Jean-Charles Orso, Yvan Roux, Jean-François Tordo, Pierre Trémouille 

Auswechselspieler: Jean-Pierre Alarcon, Thierry Louvet, Jean-Louis Raibaut, Thierry Ruet, Frédéric Saint-Sardos, Philippe Sauton